# Улица Богдана Хмельницкого (Иваново)
У́лица Богда́на Хмельни́цкого — улица города Иванова. Располагается во Фрунзенском районе. Начинается от площади Победы и идёт в юго-западном направлении до улицы Некрасова. Благодаря Центральному рынку (ОАО «Ивановский торговый комплекс»), является одной из самых оживлённых улиц города. Пересекается с улицами: Багаева, Зеленая, Маяковского, 1-я Межевая, 2-я Межевая, 3-я Межевая, Танкиста Белороссова, Поэта Майорова, Велижская, Благова, Поэта Лебедева, Некрасова и с Тейковским переулком.

## Происхождение названия
В 1899 году получила название Пономарёвская. В 1927 году Пономарёвская улица была объединена с Пономарёвским переулком и переименована в Тейковскую, по имени города Тейково, в сторону которого вела дорога. В 1954 году Тейковская улица переименована в улицу Богдана Хмельницкого. Названа в честь гетмана Войска Запорожского Богдана Михайловича Хмельницкого.

## Архитектура
Застройка состоит из многоэтажных домов различного типа. Улица интенсивно застраивается жилыми домами. В районе Центрального рынка планируется строительство подземного пешеходного перехода.
- Территориальное управление социальной защиты населения г. Иваново — д. 4.
- ТЦ «Лада» — дом № 6
- ТЦ «На Богданке» — дом № 30
- Центральный рынок — дом № 36
- Вещевой рынок — дом № 45
- Здание Арбитражного суда Ивановской области — дом № 59Б

## Транспорт
- Троллейбусы — 3, 4,10
- Автобусы — 1, 3, 20, 29, 120, 15/4, 40, 119, 117, 130, 44
- Маршрутное такси — 10, 15, 17, 30Б, 40, 133, 135, 136, 28, 38, 141, 43

## Фотографии
- Центральный рынок